# Tanaro
Rijeka Tanaro je rijeka na sjeveru Italije, najznačajnija desna pritoka rijeke Pad.
Rijeka izvire u Ligurijskim Alpama u blizini granice s Francuskom sutokom dvaju manjih vodotoka iz Pijemonta koji se nazivaju Tanarello i Negrone.
Tanarello izvire na obroncima planine Monte Saccarello iznad sela Monesi, a izvore Negrone se nalazi 10km od planine Punta Marguareis (najvišeg vrha Ligurijskih Alpa).
Rijeka Tanaro protječe kroz naselja Ceva, Alba, Asti i Alessandria, a kod mjesta Bassignana utječe u rijeku Pad. Na mjestu ušća, tok rijeke Tanano je duži od gornjeg dijela rijeke Pad.
Glavne lijeve pritoke su Stura di Demonte i Borbore, a desne Bormida i Belbo.
Tijekom godine količina vode u rijeki znatno varira ovisno u godišnjem dobu, od vrlo malog vodotoka ljeti, do obilnog u proljeće i jesen što često dovodi do poplava.

## Vanjske poveznice
|  | Zajednički poslužitelj ima još gradiva o temi Tanaro |